# Eudorylas zaitzevi
Eudorylas zaitzevi är en tvåvingeart som beskrevs av Kuznetzov 1993. Eudorylas zaitzevi ingår i släktet Eudorylas och familjen ögonflugor. Inga underarter finns listade i Catalogue of Life.